# Poznańskiernes murstenshus
Poznańskiernes murstenshus (polsk: Kamienica Poznańskich) ligger ved Piotrkowska-gaden 51 i Łódź.
Bygningen havde oprindeligt to etager og blev rejst i 1880'erne efter tegninger af Hilary Majewski. I 1891 blev den købt af Izrael Poznański og fik påbygget nye etager efter tegninger af Franciszek Chełmiński. Den blev igen byggt om i 1895 efter tegninger af Julius Jung.
Bygningsfacaden har en rig eklektisk udsmykning, med overvægt af barokke former (Ludvig XIII). Jung havde studeret ved École des Beaux-Arts i Paris, og påvirkningen fra fransk arkitektur er tydelig i det høje mansardtag med den dekorative balustrade.